# Děpolt Popel z Lobkowicz
Děpolt nebo také Jan Děpolt Popel z Lobkowicz, zjednodušeným pravopisem z Lobkovic († 3. března 1527 Bílina) byl český šlechtic z rodu Lobkowiczů a zakladatel jeho bílinské větve.

## Původ a život

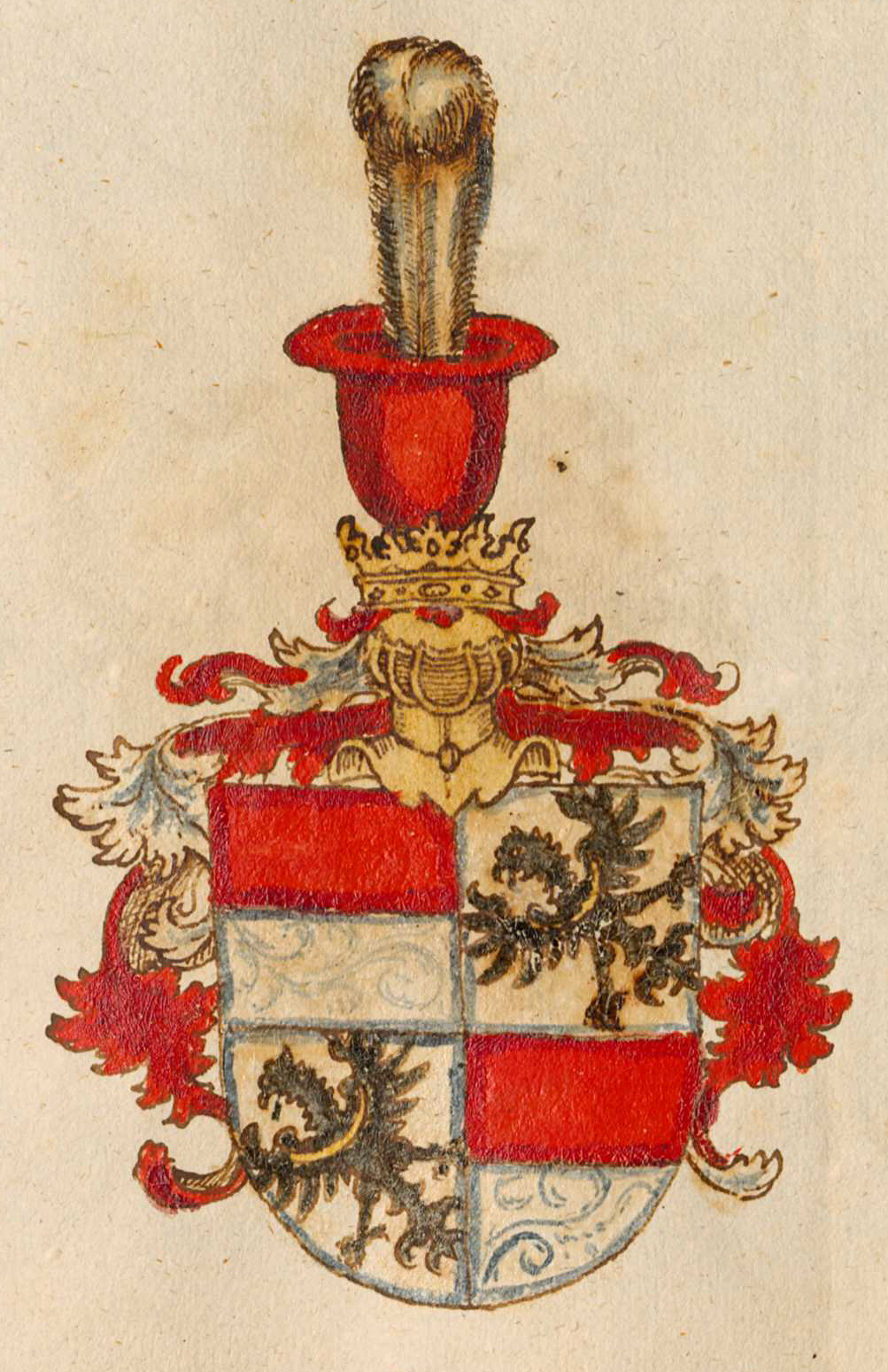
Erb Lobkowiczů

Narodil se jako syn Jana I. Popel z Lobkowicz († 1470 Český Krumlov) a jeho manželky Anny Švihovské z Rýzmberka († 1476).
Jako jeho otec se postavil proti uherskému králi Matyáši Korvínovi (českému protikráli v letech 1469–1490). Byl zajat, uvězněn Janem z Rožmberka († 1472) v Českém Krumlově, avšak po smrti otce (1470) byl propuštěn.
Jan Děpold Popel z Lobkowicz zemřel 3. března 1527 v Bílině a byl pohřben v tamním kostele sv. Petra a Pavla.

## Majetek

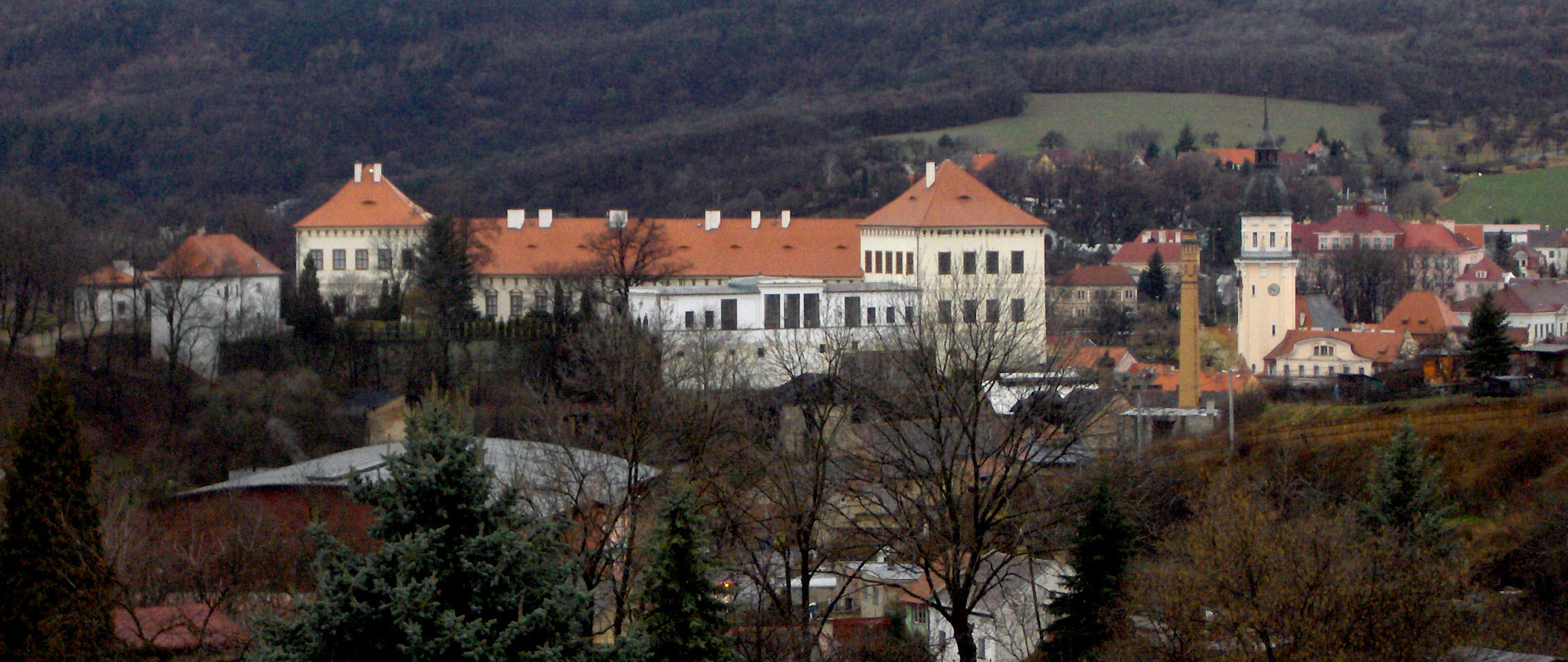
Zámek Bílina

Od roku 1491 až do své smrti vlastnil Dobříš (s hradem Vargač), získal ji od Jindřicha ze Švamberka a na Zvíkově. V roce 1530 ji jeho synové vrátili Ferdinandovi I. (českým králem 1526–1564).
V roce 1501 půjčil 10 000 kop českých grošů značně zadluženému Těmovi z Koldic a žádal za ně Krupku. V následujícím roce získal Těmův věřitel Jindřich z Vřesovic Krupku a Děpoltovi postoupil Bílinu, aby vyrovnal dlužnou částku. V roce 1513 Vladislav II. Jagellonský (českým králem 1471–1516) zrušil lenní závislost bílinského hradu a potvrdil Lobkowiczům dědičné držení hradu. Děpolt se zasloužil o výraznou přestavbu hradu. Po jeho smrti si bílinský majetek rozdělilo pět z jeho osmi synů.
Vlastnil také Sedlčany, Miličín, Malíkovice, Osek a Duchcov.

## Rodina
Děpolt se oženil dvakrát. Poprvé se oženil s Johanou ze Švamberka (zmíněna 1476–1490), dcerou Bohuslava ze Švamberka na Boru († 1490) a jeho manželky Ludmily z Rožmberka. Podruhé se oženil s Annou (Anežkou) Mičanovou z Klinštejna, († 1528 Bílina, pohřbena v kostele sv. Petra a Pavla v Bílině), dcerou Litvína z Klinštejna a Roztok († 1509) a jeho manželky Magdaleny z Vrtby. Všech 9 dětí (8 synů a 1 dcera) pocházelo z druhého manželství, čtyři z nich se stali zakladateli pošlostí (tučně zvýrazněni).
- 1. Hynek († 1520), rytíř Řádu sv. Jana Jeruzalémského, komtur řádu v Mailburgu
- 2. Jiří († 15. 3. 1534) – zakladatel perucké pošlosti
  - ∞ Alžběta (Eliška) Krajířová z Krajku († 24. 4. 1565)
    - 1. Děpolt starší (asi 1530 – 22. 2. 1594, pohřben 14. 3.), hejtman slánského kraje
      - ∞ Kateřina z Donína

    - 2. Jindřich (asi 1532–1576)
      - 1. ∞ (asi 1548) Ludmila z Donína († 8. 10. 1561 Peruc, pohřbena v kostele sv. Petra a Pavla v Peruci)
      - 2. ∞ Anna Kurcpachová z Trachenburka (1549 – 25. 3. 1576 Stvolínky)

    - 3. Anna († 1582, pohřbena ve Vrchotových Janovicích)
      - 1. ∞ Zdeněk ze Švamberka na Bechyni († 22. 1. 1553)
      - 2. ∞ Zikmund Říčanský z Říčan na Křešicích († 1597, pohřben ve Vrchotových Janovicích)
- 3. Jan IV. (mladší, 8. 11. 1510 – 12. 4. 1570), nejvyšší purkrabí, zakladatel tachovské pošlosti
  - 1. ∞ Anna z Bibrštejna († 16. 9. 1554)
  - 2. ∞ (19. 1. 1556 Český Krumlov) Bohunka z Rožmberka (17. 3. 1536 – 17. 11. 1557)
  - 3. ∞ (29. 11. 1562 Bor) Alžběta z Rogendorfu († 2. 5. 1587 Kestřany)
    - 1. [z 1. manž.] Kryštof "Mladší" nebo "Tlustý" (1549 – 24. 5. 1609, pohřben na Pražském hradě 6. 9. 1609), diplomat ve Španělsku
      - 1. ∞ Marie de Mollart († 1580)
      - 2. ∞ Eliška Popelovna z Lobkowicz

    - 2. [z 1. manž.] Veronika
      - ∞ (1556) Zbyněk Berka z Dubé († 6. 3. 1578)

    - 3. [z 1. manž.] Eliška
    - 4. [z 1. manž.] Helena († 1589)
      - ∞ Jiří z Valdštejna (24. 4. 1519 – 17. 5. 1584)

    - 5. [z 3. manž.] Vilém starší (1567 Horšovský Týn – 1626 vězení na Zbirohu)
      - 1. ∞ (5. 11. 1589) Eva ze Švamberka († po 1589)
      - 2. ∞ Sibyla z Valdštejna (1576 – 20. 8. 1616, pohřbena 31. 10. 1616)
- 4. Kryštof († 26. 3. 1590 Bílina) – zakladatel (vlastní) bílinské pošlosti
  - ∞ Anna z Bibrštejna (5. 11. 1523–1593)
    - 1. Oldřich Felix Popel z Lobkowicz (1557 – 21. 3. 1604; 28. 4. 1604 pohřben v Bílině)
      - ∞ (21. 9. 1571 Jindřichův Hradec) Anna Alžběta z Hradce (14. 7. 1557 – 17. 7. / 21. 9. 1596)

    - 2. Bartoloměj, člen Akademie v Ingolstadtu 1575
    - 3. Dorota († 8. 3. 1577)
      - ∞ Jan z Vartemberka (14. 1. 1542 – 3. 1. 1595)

    - 4. Voršila
      - ∞ (1569) Jiří Pruskovský z Pruskova († 24. 11. 1584)

    - 5. Hedvika
      - ∞ (24. 11. 1577 Praha) Jan z Rozdražova (1539 – 1585 Vídeň)

    - 6. Anna Marie († asi 1610)
      - ∞ (smlouva 5. 2. 1603) Bohuslav z Leskovce († duben 1603)

    - 7. Barbora (1570 – 16. 8. 1610, pohřbena v České Lípě)
      - 1. ∞ (1580) Jan starší z Vartemberka (14. 1. 1542 – 3. 1. 1595)
      - 2. ∞ (1595) Albrecht Vladislav Smiřický ze Smiřic (asi 1562–1602)
      - 3. ∞ (1607) Václav starší Berka z Dubé († 1625)

    - 8. Ludmila (1577 – 6. 4. 1602, pohřbena v katedrále sv. Víta v Praze)
      - ∞ (15. 4. 1597) Oldřich Desiderius Pruskovský z Pruskova († 16. 2. 1618, pohřben ve Strahovském klášteře v Praze)
- 5. Litvín (1518 - 6. 2. 1580)
  - ∞ (asi 1540) Ludmila Anna Zajícová z Házmburka (1524 - 28. 10. 1557 Bílina, pohřbena v kostele sv. Petra a Pavla v Bílině)
    - 1. Markéta (1541 – 17. 9. 1600)
      - 1. ∞ (20. 2. 1565) Jan (Hanuš) z Oppersdorfu (asi 1514 – 3. 7. 1584)
      - 2. ∞ Jan V. Popel z Lobkowicz (asi 1521 – 18. 6. 1590)

    - 2. Jan mladší (1545 – 24. 2. 1583, pohřben v Bílině), hejtman litoměřického kraje
      - 1. ∞ Hedvika z Oppersdorfu (1557 – 15. 5. 1580)
      - 2. ∞ Kateřina z Lobkowicz (1553 – 5. 10. 1591)

    - 3. Děpolt († leden 1566 Český Krumlov), dvořan Viléma z Rožmberka
    - 4. Mikuláš
    - 5. Ambrož
- 6. Děpolt († 1534[4] nebo 1541[5])
  - ∞ Marianna ze Švamberka
- 7. Petr († 28. 1. 1534 )
- 8. Václav († 31. 12. 1574) – zakladatel duchcovské pošlosti
  - ∞ (9. 2. 1545) Benigna (Bonuše) z Weitmile
    - 1. Kateřina (1553 – 5. 10. 1591, pohřbena v Bílině)
      - ∞ Jan mladší Popel z Lobkowicz (1545 – 24. 2. 1583)

    - 2. Anna, jeptiška v Mostě
    - 3. Barbora, jeptiška v Mostě
    - 4. Jiří mladší (1. 3. 1556 – 11. 9. 1590, pohřben v katedrále sv. Víta v Praze), prezident apelačního soudu
    - 5. Adam Havel (9. 10. 1557 – 16. 5. 1605 – sebevražda, pohřben v Duchcově)
      - ∞ (26. 2. 1588 Vídeň) Markéta z Mollartu (1560 – 1. 11. 1632 Vídeň)

    - 6. Eva (14. 2. 1559 – 5. 7. 1586), klariska ve Vídni
    - 7. Jan Václav (28. 2. 1561 – 16. 12. 1608; 23. 3. 1609 pohřben na Pražském hradě), hejtman Starého Města pražského
      - 1. ∞ (10. 2. 1586) Johana Dašická z Barchova (asi 1560–1592)
      - 2. ∞ (11. 6. 1600) Beatrix Zilvárová z Pilníkova (29. 1. 1555 – 20. 6. 1609)

    - 8. Voršila († 24. 5. 1600)
      - ∞ Václav Ples Heřmanský ze Sloupna († 1603)

    - 9. Markéta († v 10 týdnech)
    - 10. Matouš Děpolt (21. 9. 1564 – 11. 10. 1619 Praha, pohřben v katedrále sv. Víta v Praze), velkopřevor řádu maltézských rytířů
    - 11. Prokop († 15letý), páže u dvora španělského krále
    - 12. Šebestián († ve 4 týdnech)
- 9. Kateřina († 1563)
  - ∞ Hynek Novohradský z Kolowrat na Novém Hradě († 20. 10. 1548 Opočno)[6] nebo snad Volf z Ronšperka (asi 1470 – 25. 12. 1542)[4]